# Lafayette (California)
Lafayette (precedentemente chiamata La Fayette) è una città della contea di Contra Costa in California, Stati Uniti.
Nel 2014 la popolazione stimata era di 25 473 abitanti. Lafayette è nota per i suoi celebri cittadini e per le colline pastorali, ma anche per le scuole eccellenti nell'ambito del rinomato Acalanes School District. Nel 2012 la stima del reddito medio familiare degli abitanti di Lafayette è stata di oltre 150 000 dollari, più del doppio della media nello stato della California e quasi il triplo della media nazionale.

## Geografia fisica

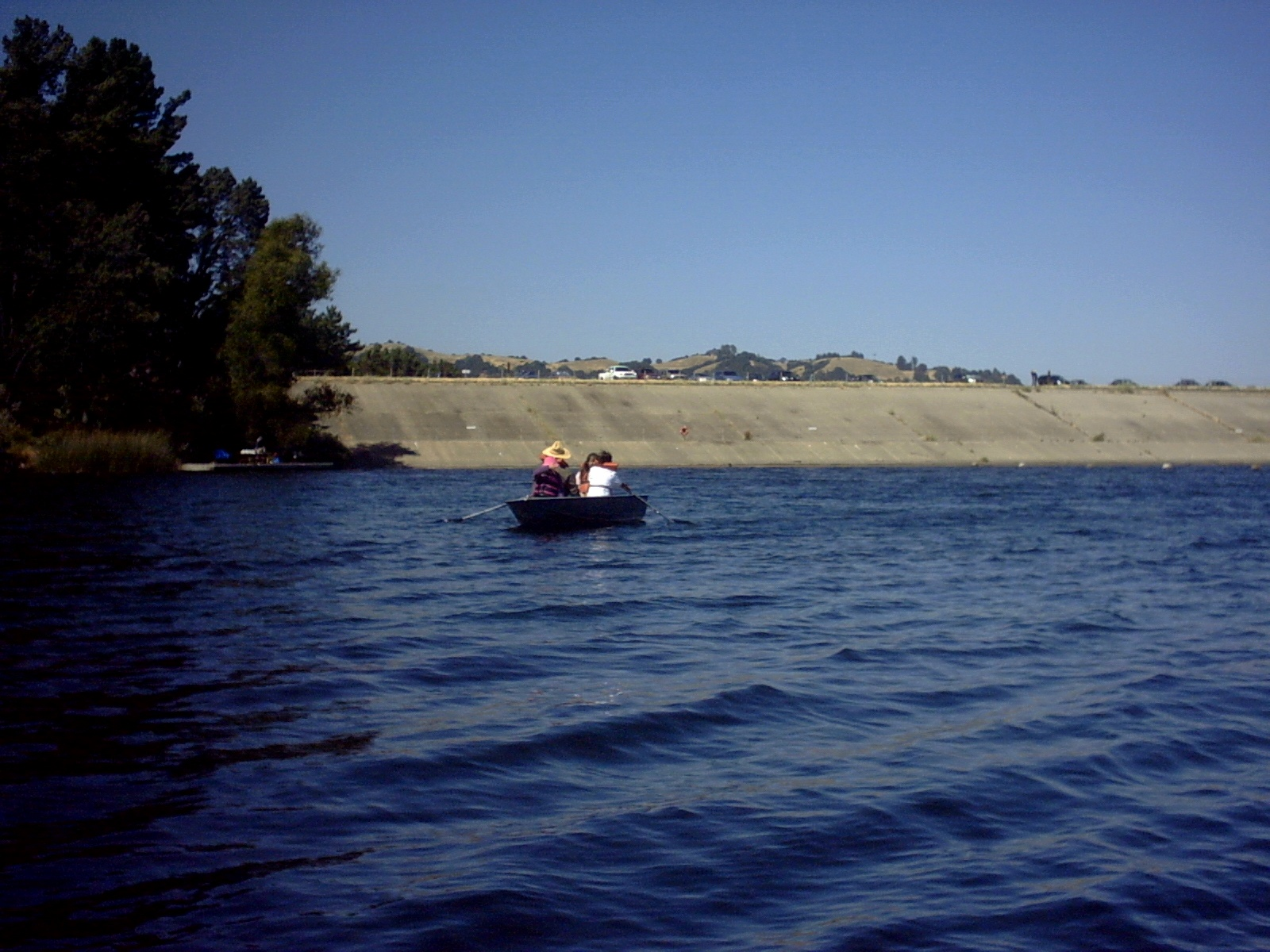
Il bacino idrico di Lafayette

Lafayette occupa una superficie totale di circa 39,85 km2, di cui l'1.08% è coperta d'acqua.
La città fa parte della grande San Francisco Bay Area, in particolare è situata tra Walnut Creek, Moraga e Orinda. L'area che comprende Lafayette, Moraga e Orinda è soprannominata Lamorinda, dalla composizione dei nomi delle tre cittadine.

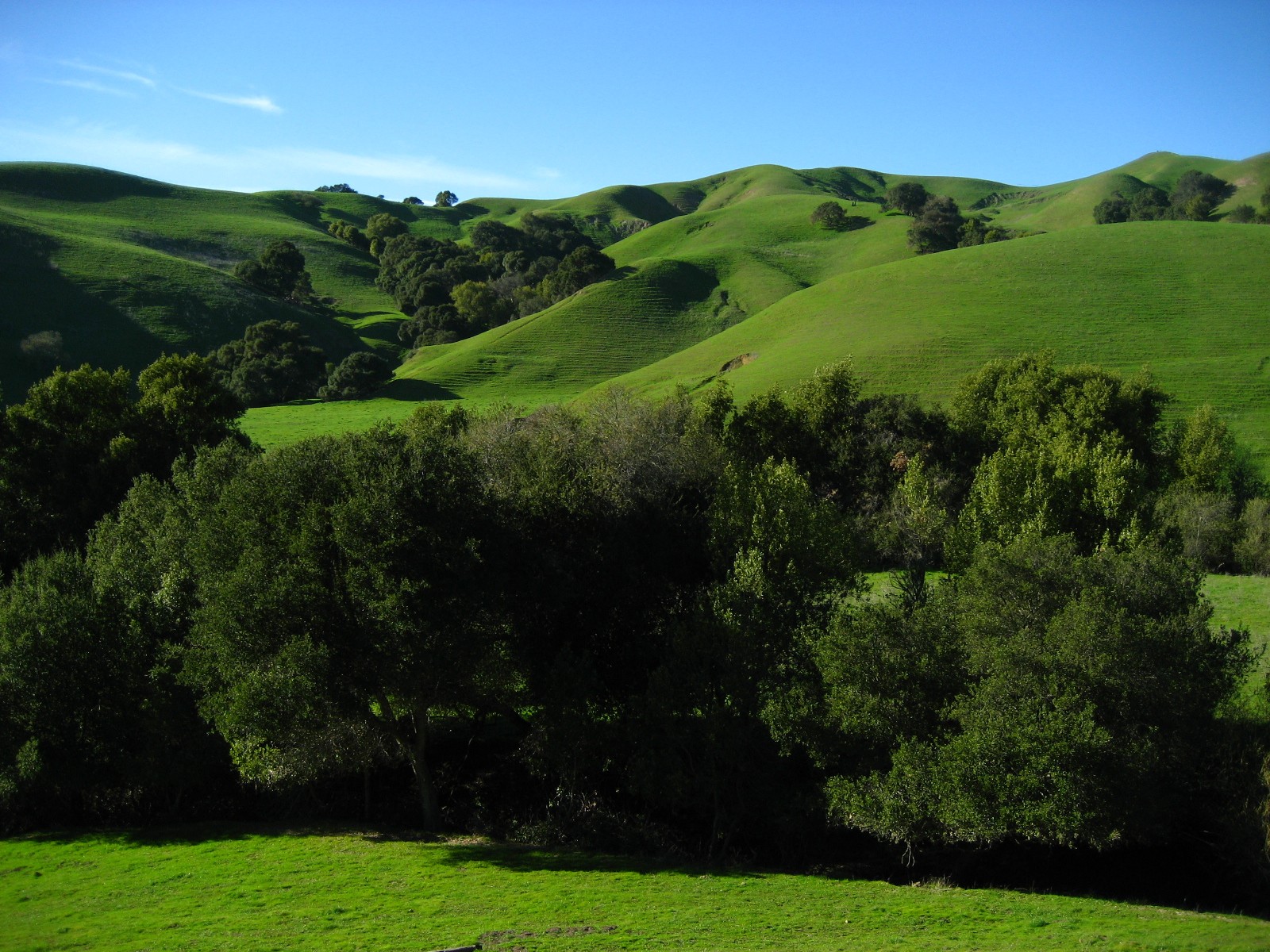
Parco Regionale Briones, a Nord di Lafayette

Lafayette è separata da Berkeley e da Oakland dalle Berkeley Hills, una catena collinare di circa 600 m di altitudine, attraversata dalla galleria autostradale a 4 corsie Caldecott Tunnel. Queste colline fanno da confine geografico, ma anche da linea di delimitazione tra due aree meteorologicamente, culturalmente e politicamente distinte all'interno della parte Est della Baia di San Francisco. In particolare, Lafayette ha un Clima mediterraneo, con temperature estive che raggiungono 38 °C, mentre nelle città che si trovano a Ovest, le temperature restano fino a 20 gradi più basse. Le estati sono calde, secche e molto soleggiate (anche se è possibile osservare nebbia, specialmente al mattino), gli inverni sono freddi e umidi, con gelate occasionali. La maggior parte delle precipitazioni annuali arriva in inverno, anche se sono presenti anche un gran numero di giorni sereni. La temperatura massima registrata è stata di 46,1 °C, raggiunta nel luglio 1972, mentre quella minima è stata di -7,2 °C, nel dicembre 1990. La regione a Est delle colline è generalmente nota per la sua atmosfera più di periferia o rurale, e dispone di colline erbose che evidenziano un'atmosfera più pacifica. A Sud-Ovest c'è il Lafayette Reservoir, il serbatoio d'acqua della città, mentre a Nord c'è il Parco Regionale Briones, che si estende per 24.75 km2 sulle colline.

## Storia

### Origini
Prima della colonizzazione spagnola, Lafayette e l'area circostante erano abitate dalla tribù Saclan appartenente al gruppo dei nativi americani Bay Miwok. Anche gli Ohlone, anche noti col nome di Costanoan, popolavano alcune aree nei pressi di Lafayette. Il primo contatto degli abitanti indigeni con gli europei avvenne alla fine del XVIII secolo, con la nascita delle missioni spagnole finalizzate alla diffusione del Cattolicesimo in California. Questi primi contatti si svilupparono in conflitto aperto, con anni di lotta armata. Una delle battaglie tra la tribù Saclan e gli spagnoli fu ambientata proprio nel territorio attuale di Lafayette nel 1797 e portò alla sottomissione della popolazione nativa.
Gran parte del territorio odierno di Lafayette faceva parte di Rancho Acalanes, un donazione territoriale fatta dal Governatore José Figueroa a Candelario Valencia. Il nome Acalanes sembra derivare dal nome di un villaggio indigeno della zona, Ahala-n.
Gli insediamenti degli americani iniziarono con l'arrivo di Elam Brown da St. Joseph, Missouri nel 1846. Egli stesso acquistò Rancho Acalanes in 1848. L'insediamento ha continuato a crescere costantemente grazie alla prossimità di San Francisco, il numero di abitanti partì dai 18 coloni del gruppo di Brown, e nel 1852, vennero censite 76 persone nella zona. Brown fece costruire un mulino, e nel 1852 venne fondata una scuola, che nel 1865 contava 43 studenti. Nel 1868 venne imposta una nuova tassa per costruire un nuovo edificio scolastico, nel 1893 venne costruito un ulteriore edificio per far fronte al numero crescente di studenti, questo edificio esiste ancora oggi.
In diversi documenti del XVIII secolo, la località viene indicata come "Lafayette" oppure "La Fayette", fino a quando, nel 31 marzo 1932, la denominazione dell'ufficio postale è stata ufficialmente stabilita in Lafayette, rimasta invariata fino ad oggi.

## Popolazione
Dagli anni 70 la popolazione si attesta sui 20 000 abitanti censiti circa.
Abitanti censiti

## Cross Memorial
Il Lafayette Hillside Memorial è una collina su cui sono presenti circa 6000 croci di legno, nei pressi della stazione BART di Lafayette. Le croci rappresentano un memoriale per i soldati statunitensi morti nella guerra in Iraq, è presente inoltre un cartello contenente un conteggio parziale del numero totale di deceduti.

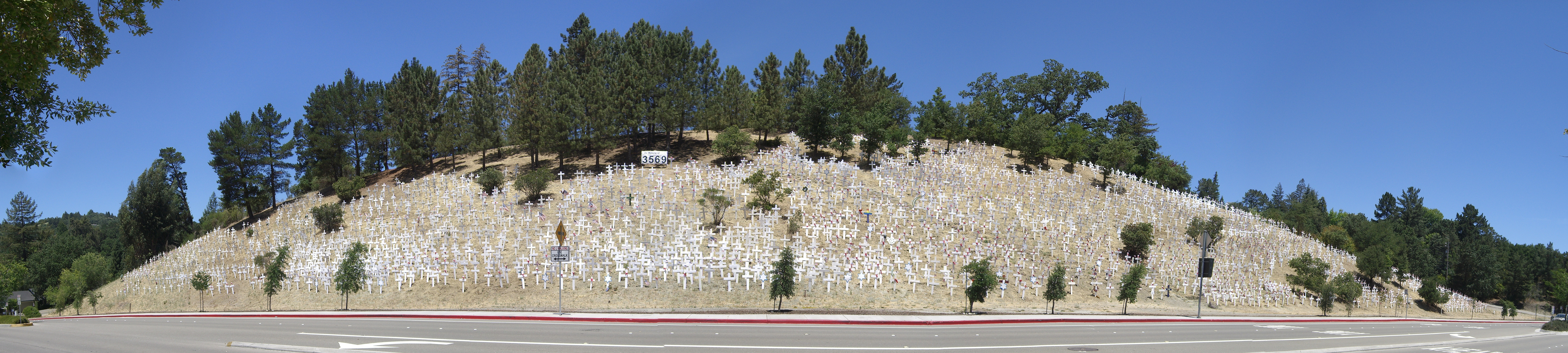
La collina dove sorge il Lafayette hillside memorial.

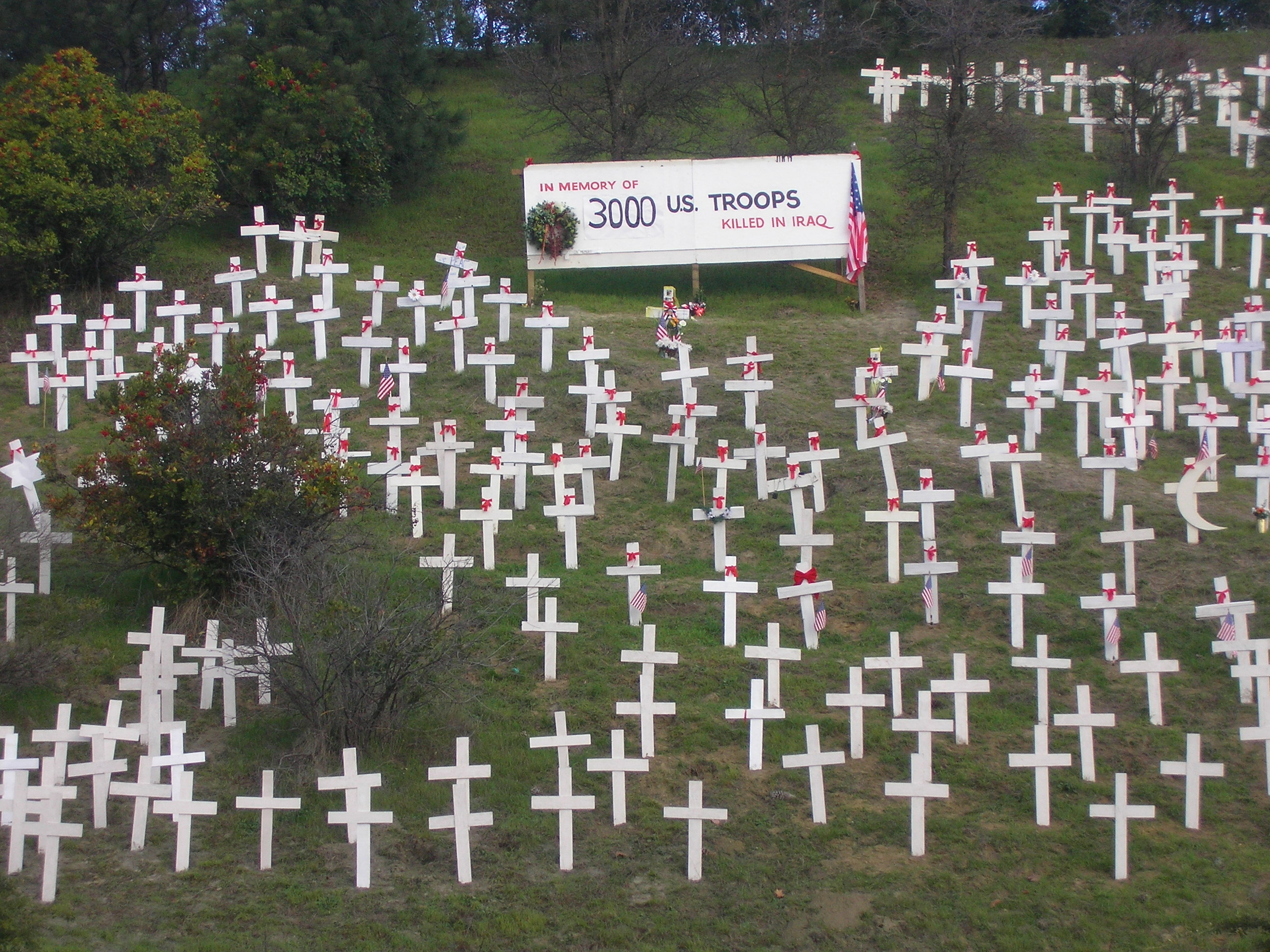
Il Lafayette Hillside Memorial nel 2007.

La collina, che domina la California State Route 24 (SR 24), è di proprietà di Louise Clark, vedova di Johnson Clark, veterano della Seconda guerra mondiale. Il monumento venne eretto alla fine del 2006 da Jeffrey Heaton, un manifestante di lungo corso contro la guerra, e Clark. Le loro prime 20 croci, piantate in onore delle prime 200 vittime, vennero rapidamente rimosse dai vandali. Nel novembre 2006 Heaton e Clark riposizionarono le croci, questa volta circa 300 croci, oltre a un grande cartello con l'iscrizione: "In memoria dei 2839 soldati statunitensi uccisi in Iraq". Il memoriale ha suscitato l'interesse dei media e della popolazione locale, alcuni residenti si sono schierati a favore della protesta contro la guerra, altri ritengono che si tratta di qualcosa di irrispettoso nei confronti dei militari in Iraq. Il cartello ha subito due volte atti di vandalismo: venne abbattuto da un sergente dei Marine, infuriato da pregiudizi contro la guerra; successivamente il cartello venne dipinto con catrame nero. Entrambe le volte il cartello è stato rimesso a posto. A febbraio 2007 il numero di croci, unito ad altri simboli religiosi, quali la stella di David e la mezzaluna Islamica, ha superato i 2500 elementi. Le croci vengono piantate dai volontari e da affiliati a organizzazioni per la pace. Un'ordinanza comunale ha stabilito che il cartello non deve superare i 3 m2, ma non ha posto un limite sul numero di croci. 
Ogni settimana il cartello viene aggiornato con il numero di vittime totali della guerra in Iraq.

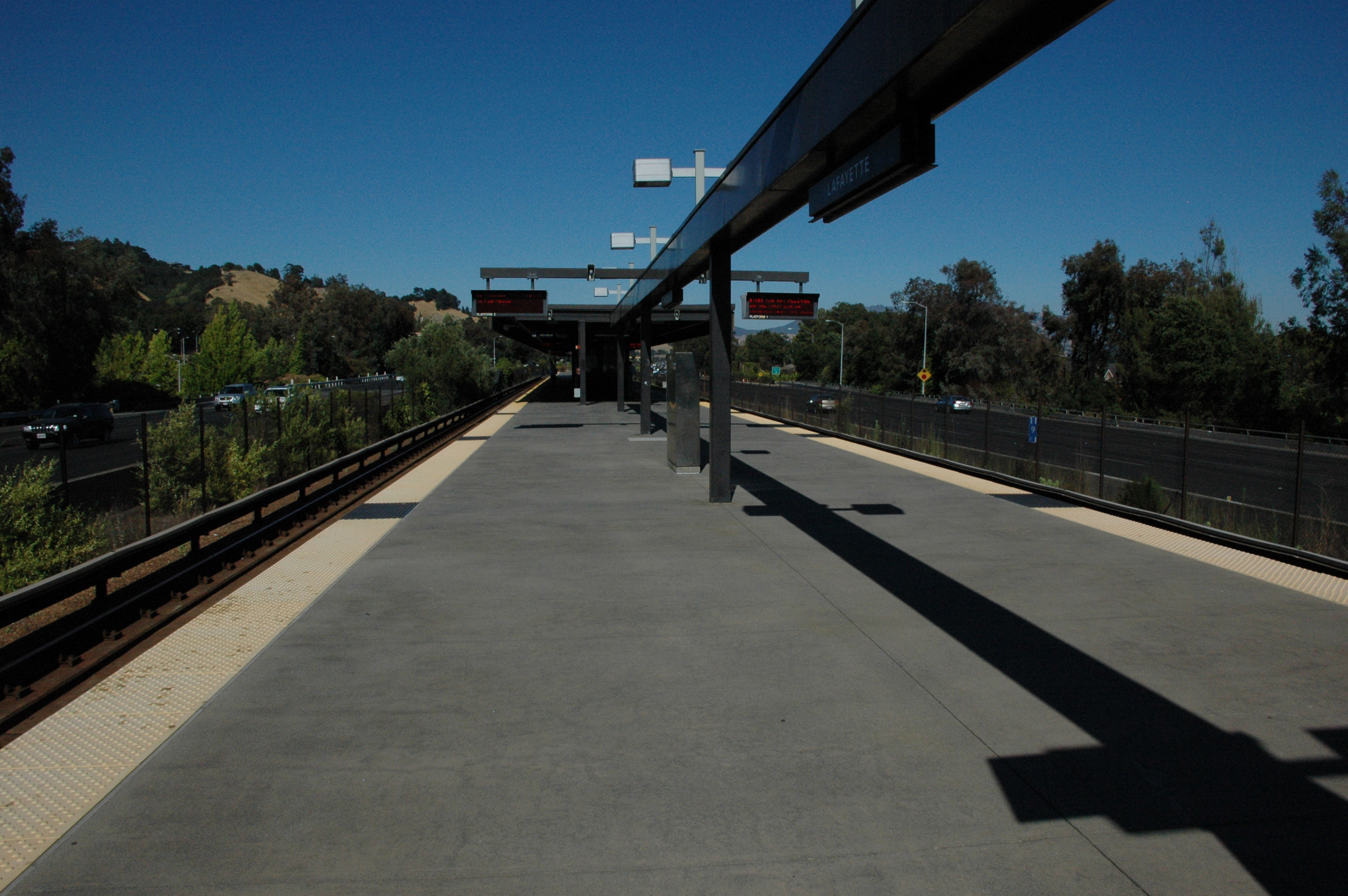
Fermata Lafayette della Bay Area Rapid Transit (BART).

## Biblioteca
Il Lafayette Library and Learning Center, che fa parte del Contra Costa County Library, è una libreria che aprì nel 2009.

## Lafayette Park Theater
Un altro sito storico di Lafayette è il "Lafayette Park Theater" (Teatro del Parco), in funzione dal 1941 fino al 2005. Il Park Theater era in origine un cinema situato su un incrocio dove sorge la statua di Gilbert du Motier, marchese di Lafayette.

## Scuole

### Pubbliche
- Lafayette Elementary School
- Burton Valley Elementary
- Happy Valley Elementary School
- Springhill Elementary School
- Stanley Middle School
- Acalanes High School

### Private
- Bentley School
- Contra Costa Jewish Day School
- St. Perpetua School
- The Meher Schools